# Галич Петро Миколайович
Петро Миколайович Галич (12 липня 1923, Глинськ, Полтавська губернія — 13 січня 2005) — радянський та український фізикохімік, доктор хімічних наук, професор, заслужений діяч науки і техніки України.

## Біографія
Народився 12 липня 1923 року у селі Глинськ Сумської області. 1951 року закінчив нафтовий факультет Львівського політехнічного інституту; 1954 року — аспірантуру при Інституті нафти, успішно захистивши кандидатську дисертацію. В Інституті нафти працював до 1959 року — старшим науковим співробітником, а згодом заступником завідувача лабораторії високомолекулярних сполук нафти. Його дослідження будови високомолекулярних компонентів нафти, механізму смоло- та асфальтоутворення у процесах старіння дизельних палив та виробництві бітумів були використані на Одеському НПЗ у 1957 році.
1959 року він переїхав до Києва, де став заступником керівника сектору нафтохімії Інституту хімії високомолекулярних сполук. У 1963 році він очолив відділ, науковий напрям якого був пов'язаний із каталізом у нафтохімії. До 1970 він підготував і захистив докторську дисертацію «Поділ і каталітичне перетворення вуглеводнів на цеолітах». Надалі, Галичем разом із співробітниками було відкрито каталітичну реакцію алкілування метилзаміщених ароматичних вуглеводнів метанолом у бічний ланцюг. У 1976 році, разом з Атрощенком та Гутирею, за цикл робіт у галузі промислового гетерогенного каталізу він отримав премію імені Л. В. Писаржевського.
1989 року вийшов на пенсію. Під його керівництвом було виконано та захищено 25 кандидатських та 4 докторських дисертації. Він написав близько 300 наукових статей. Він став автором та співавтором 48 винаходів.
Помер 13 січня 2005 року.